# Austrolimnophila discoboloides
Austrolimnophila discoboloides là một loài ruồi trong họ Limoniidae. Chúng phân bố ở miền Australasia.